# ترویشتلینگن
شهر ترویشتلینگن (به آلمانی: Treuchtlingen) در ایالت بایرن در کشور آلمان واقع شده‌است.

## نگارخانه

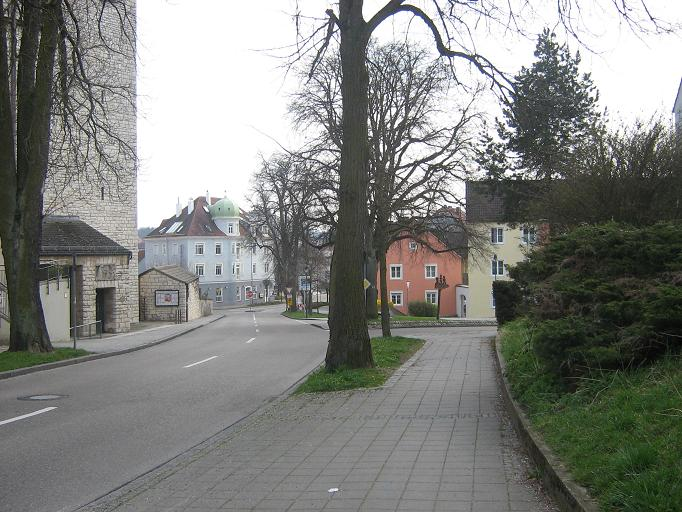
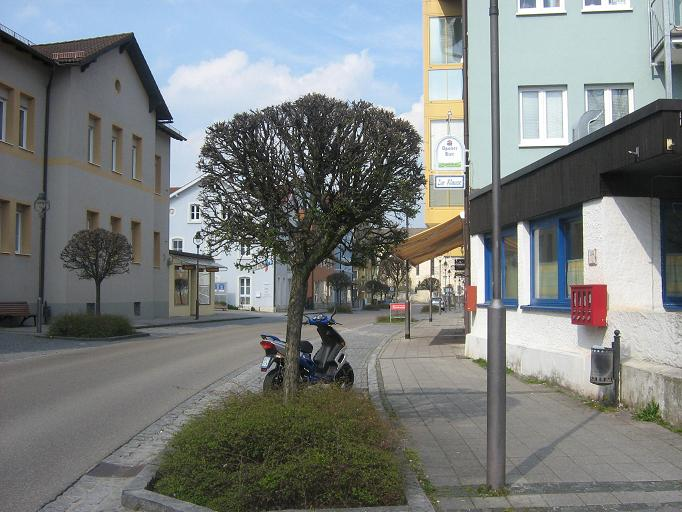
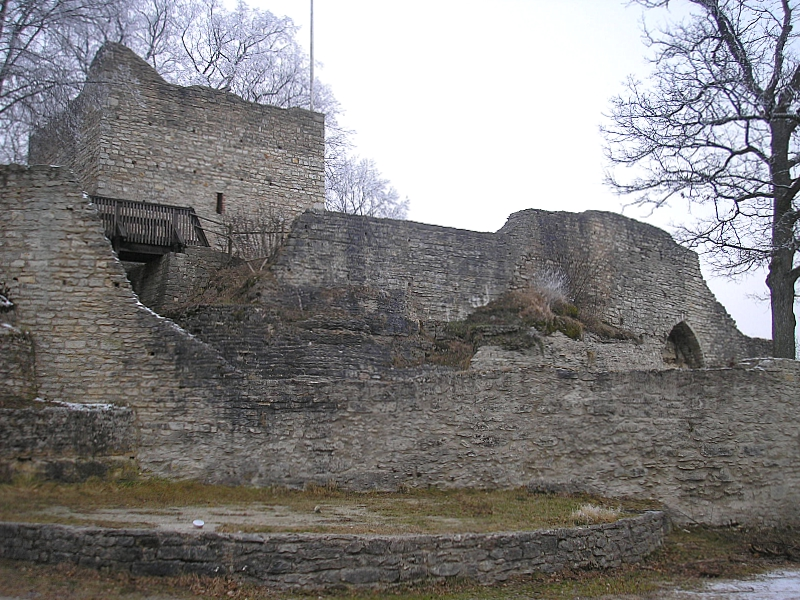
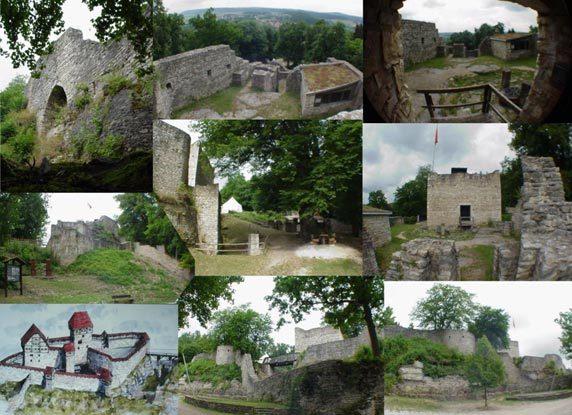
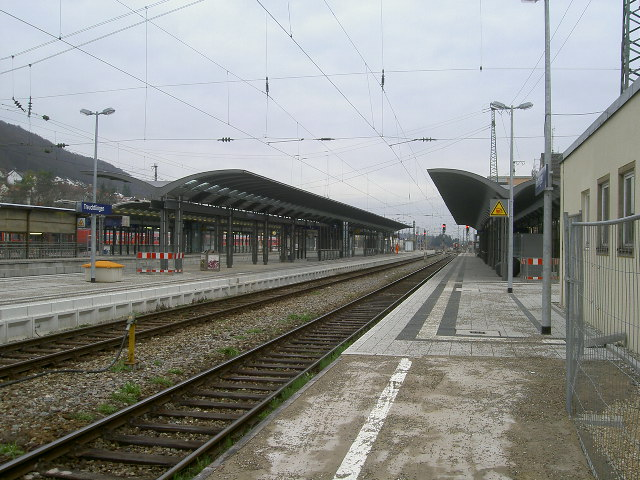
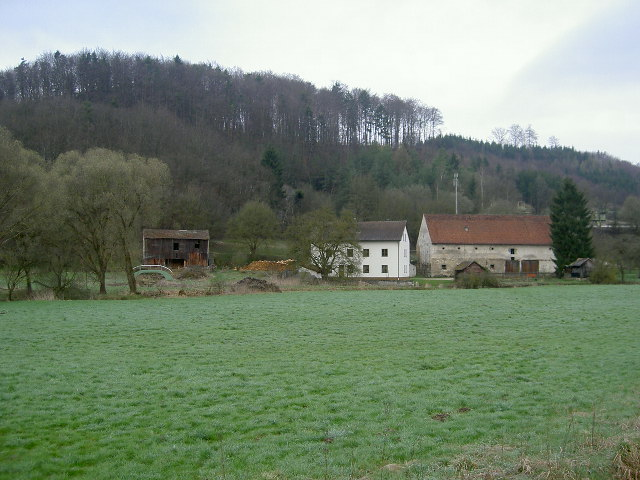
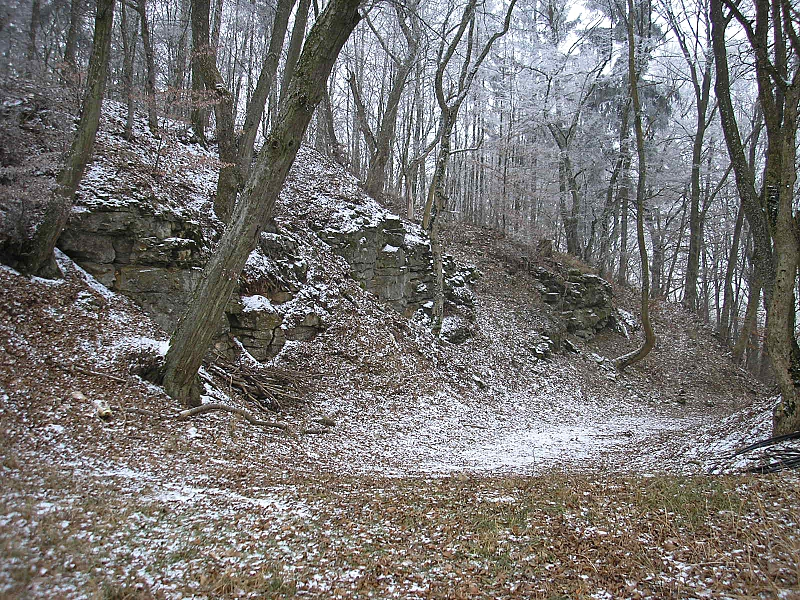
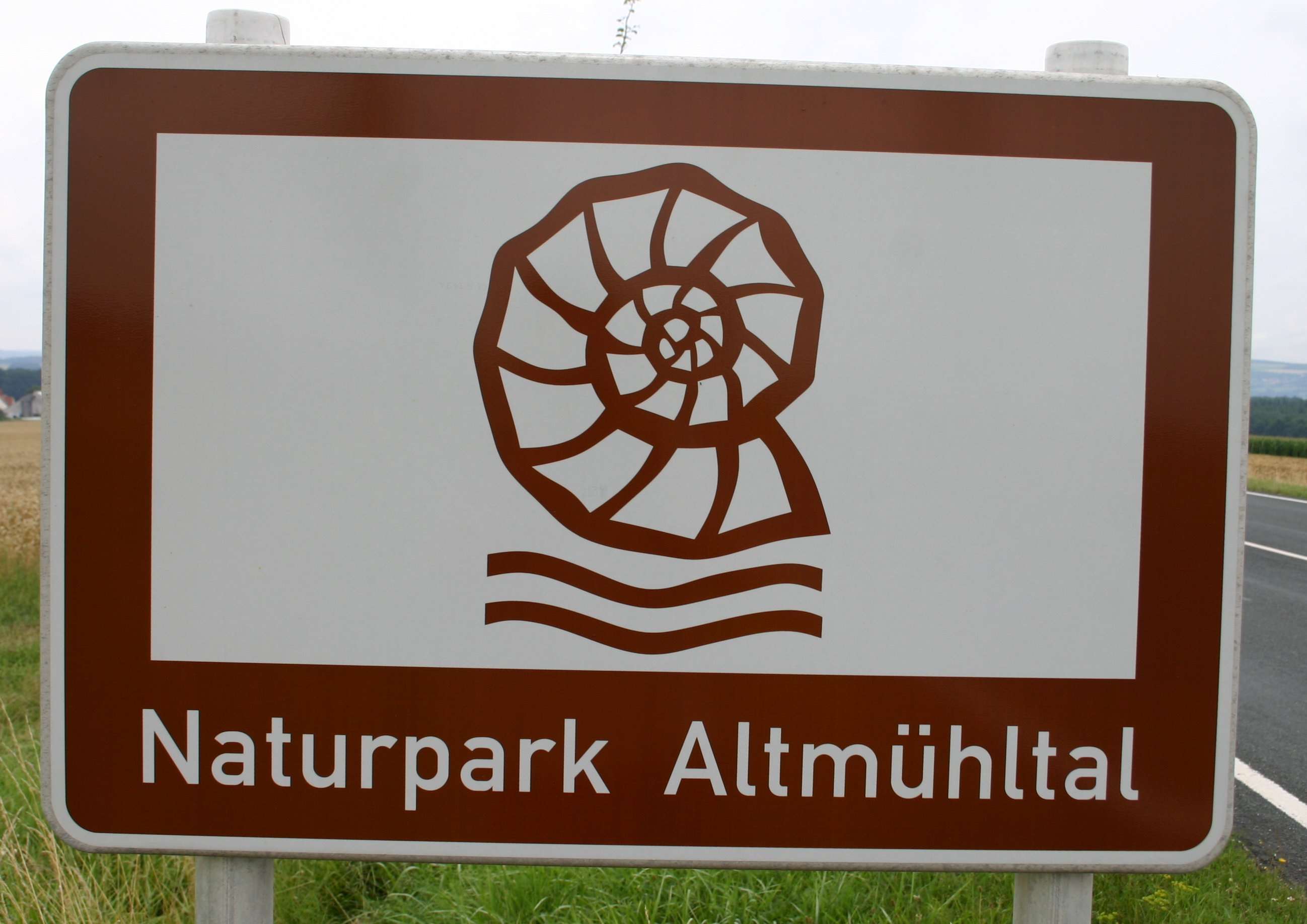